# Дизентерийная амёба
Дизентерийная амёба (лат. Entamoeba histolytica) — вид паразитических простейших типа амёбозои. Вызывает тяжёлое заболевание — амёбиаз (амёбную дизентерию, амёбный колит). Вид впервые описан в 1875 году русским учёным Ф. А. Лёшем.
Размером дизентерийная амёба мельче обыкновенной амёбы (Amoeba proteus), подвижна. Ложноножки у дизентерийной амёбы меньше, чем у обыкновенной. Эктоплазма чётко отграничена от эндоплазмы, псевдоподии короткие и широкие.

## Жизненный цикл
Может существовать в трёх формах: тканевой, просветной и цисты. Тканевая форма обнаруживается только у больных амёбиазом, другие — и у носителей.

Жизненный цикл в теле человека

### Заражение
Заражение наступает при попадании цист в верхний отдел толстой кишки (слепая и восходящая ободочная кишка). Здесь цисты превращаются в просветные формы и внедряются в ткань кишки (тканевая форма), что сопровождается воспалением и формированием язв.

### Просветная форма
Просветная форма дизентерийной амёбы (лат. forma minuta) имеет размер около 20 мкм. Находится в верхнем отделе толстой кишки. Движется с помощью псевдоподий (ложноножек). Ядро сферическое, 3—5 мкм в поперечнике, хроматин расположен под ядерной оболочкой в виде небольших глыбок; в центре ядра небольшая кариосома. Питается бактериями.

### Цикл развития
Человек заражается амёбиазом, проглатывая цисты паразита. В двенадцатиперстной кишке происходит эксцистирование, в результате чего образуется молодая четырёхъядерная метацистная амёба. В просвете толстой кишки за счёт следующих друг за другом делений, восемь мелких клеток, которые в дальнейшем превращаются в мелкие вегетативные формы. Вреда человеку они не приносят, мелкие вегетативные формы растут, питаются бактериями в просвете толстой кишки и размножаются. Они могут вновь инцистироваться и выходить наружу. При ухудшении условий существования хозяина (охлаждение, перегревание, авитаминозы, стресс, гельминтозы, хронические заболевания) мелкие вегетативные формы способны превращаться в крупные, которые вызывают образование язв. При этом разрушаются стенки кровеносных сосудов и возникают кровотечения в полость кишечника. Погружаясь глубже, они превращаются в тканевые формы, которые в особо тяжёлых случаях могут попадать в кровь и разноситься по всему организму. При этом возможно образование абсцессов в печени, лёгких и других органах. В остром периоде заболевания у больного в фекалиях обнаруживаются не только цисты, но и трофозоиты.

### Тканевая форма
При внедрении просветной формы амёбы в ткани образуется тканевая форма размером 20—60 мкм. В отличие от просветной формы не содержит в цитоплазме никаких включений. В этой стадии амёба размножается в стенке толстой кишки, образуя язвы. Язвенное поражение толстой кишки сопровождается выделением слизи, гноя и крови.

### Большая вегетативная форма
Просветные и тканевые формы амёбы, попавшие в просвет кишки из язв, увеличиваются в размере до 30 мкм и больше и приобретают способность фагоцитировать эритроциты. Эта форма называется большой вегетативной (лат. forma magna), или эритрофагом.
Иногда амёбы из кишечника по кровеносным сосудам проникают в другие органы (прежде всего печень), формируя там вторичные очаги — абсцессы (внекишечный амёбиаз).
При затихании острой фазы болезни большая вегетативная форма уменьшается в размерах, переходит в просветную форму, которая инцистируется в кишечнике. Вне человеческого организма вегетативная форма может жить лишь 15-20 минут.

### Циста

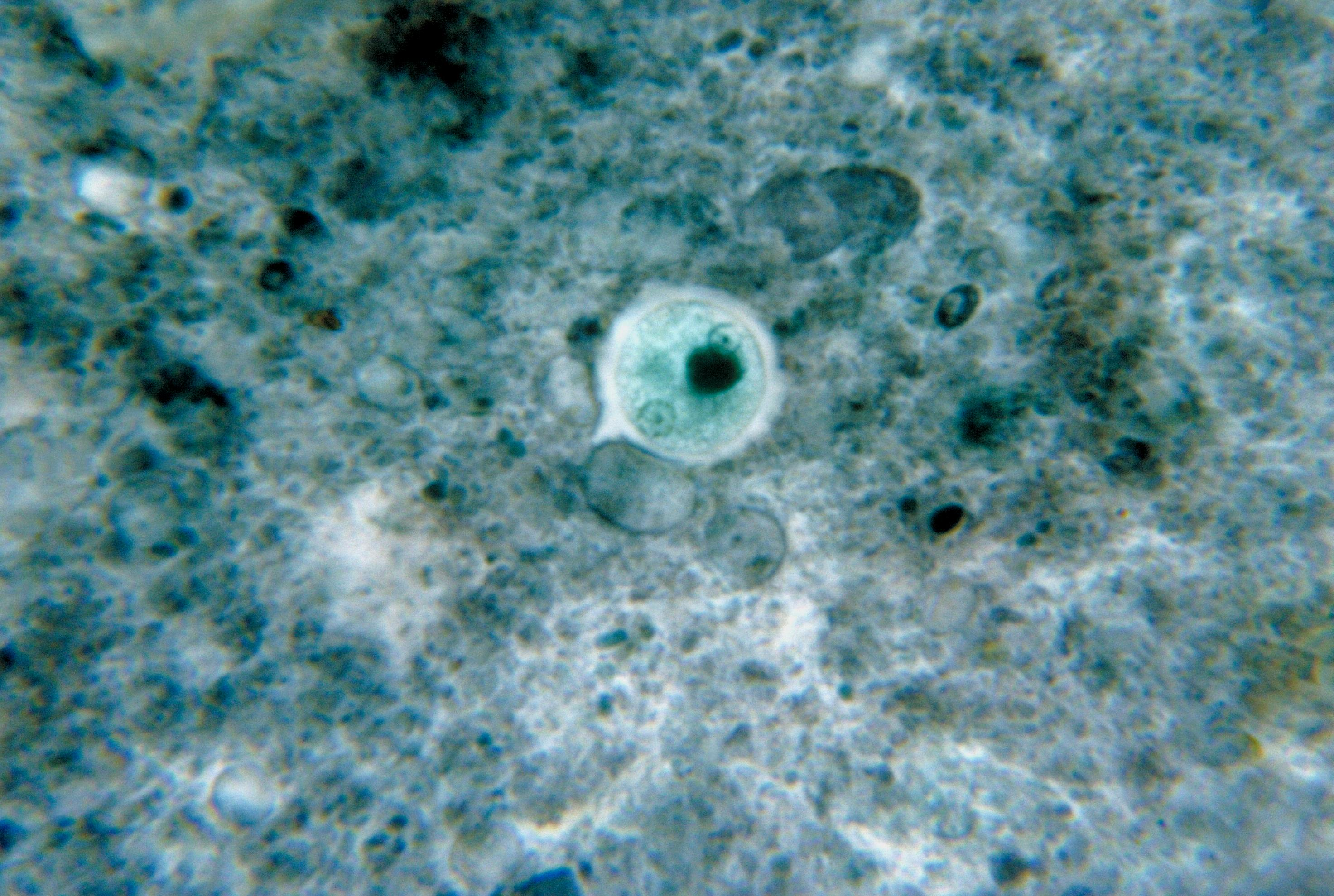
Циста

Цисты образуются при сгущении фекалий в толстой кишке. Просветная форма окружается оболочкой и превращается в шаровидную цисту (размер около 12 мкм) с 4 ядрами, не отличающимися по строению от ядра вегетативной формы. Незрелые цисты содержат от 1 до 3 ядер. Имеют вакуоль с гликогеном. Часть цист имеет хроматоидные тела.
С фекалиями цисты выбрасываются во внешнюю среду и при попадании в желудочно-кишечный тракт человека после метацистной стадии развития (деления на 8 дочерних амёб) образуют просветные формы.
Цисты могут сохранять жизнеспособность в воде и влажной почве более месяца.

## Профилактика амёбиаза
Против амёбиаза существуют два типа профилактики: личная и общественная. Личная профилактика включает в себя мытьё овощей и фруктов кипячёной водой перед употреблением, питьё только кипячёной воды, мытьё рук перед едой, после посещения туалета и др. К общественной профилактике относятся: борьба с загрязнением почвы и воды фекалиями, обследование на цистоносительство людей, работающих на предприятиях общественного питания, лечение больных, уничтожение мух, санитарно-просветительская работа.
Применение данных видов профилактик поможет предотвратить заражение амёбиазом и может предупредить вспышку данного заболевания. Пример крупной вспышки — заражение амёбиазом 1409 человек в двух отелях Чикаго во время Всемирной выставки 1933 года в результате попадания канализационных вод в бак с питьевой водой, из них 98 случаев имели летальный исход.